# Железнодорожная линия Фурка — Оберальп
Железнодорожная линия Фурка — Оберальп (нем. Furka-Oberalp-Bahn) — это узкоколейная горная железная дорога в Швейцарии с шириной колеи 1000 мм. Она работает в кантонах Граубюнден, Ури и Вале. С 1 января 2003 года она является частью железной дороги Маттерхорн — Готтард, после объединения с железной дорогой Бриг — Церматт (BVZ).
Линия начинается в Дисентисе в кантоне Граубюнден, где подключается к Ретийской железной дороге (RhB). Затем она проходит через перевал Оберальп в Андерматт в кантоне Ури. Через базисный туннель Фурка она достигает района Гомс и Брига в кантоне Вале. В Бриге, она подключается к линии в Церматт с 1930 года.

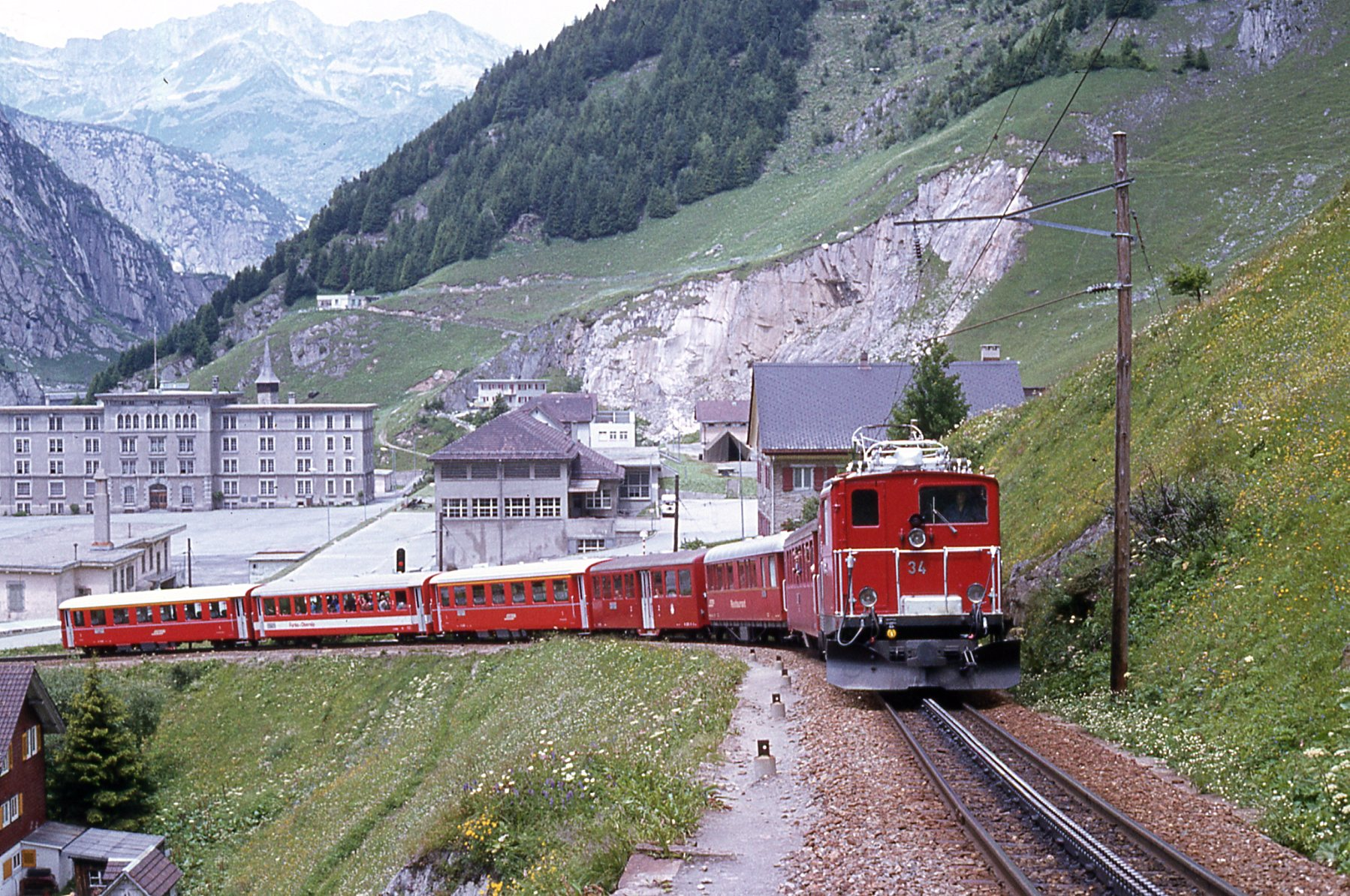
Поезд покидает Андерматт в направлении перевала Оберальп

Первая половина линии была открыта французской компанией Бриг-Фурка-Дисентис бан (БФД) в 1914 году. Поезда могли дойти от Брига до Глетча. Строительство второй части за перевалы Фурка и Оберальп было в самом разгаре, когда из-за Первой Мировой войны Франция приостановила все работы в 1915 году. Компания окончательно обанкротилась в 1923 году. Два года спустя у железной дороги появился новый владелец, называемый Фурка-Оберальп-бан (FO), основанный кантонами и соседними железнодорожными компаниями. Строительные работы возобновились, теперь с поддержкой федеральными средствами, и 4 июля 1926 регулярное движение между Бригом и Дисентисом было начато.
В 1930 BVZ продлили пути до Брига, что привело к появлению знаменитого Ледникового экспресса. Приближающийся кризис и война ограничели число туристов. Тем не менее линия FO считалась стратегической. Поэтому были выделены средства электрифицировать линию и приобрести необходимые электровозы. В то же время на участке Андерматт-Дизентис линия была защищена от лавин, чтобы позволяло работать зимой.

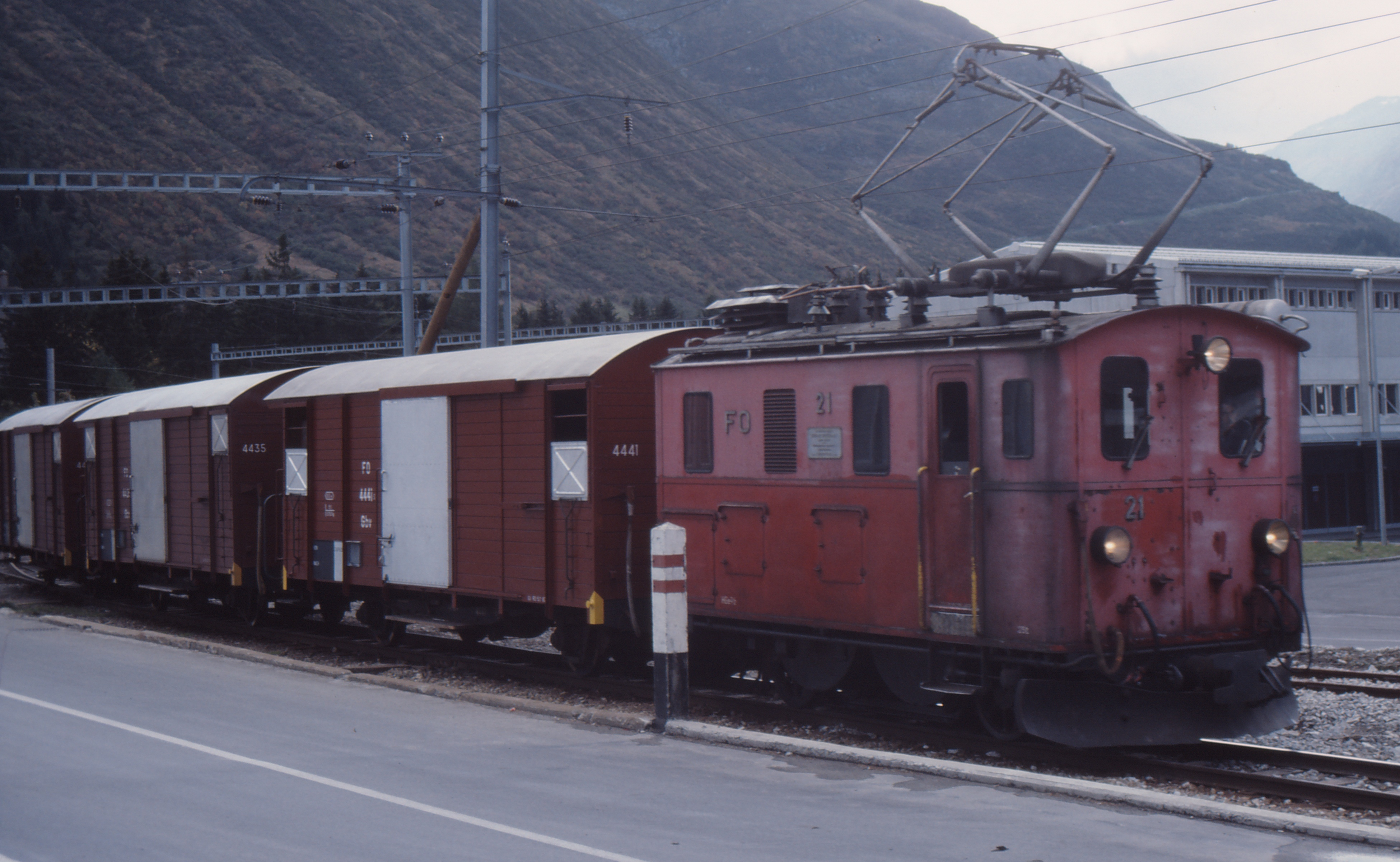
Грузовой поезд SchB в Андерматте, 1983

## Schöllenenbahn
Schöllenenbahn (SchB) была открыта в 1917 году от Гешенена до Андерматта. Она имела станцию, обеспечивающую сообщение с линией Готтхард Швейцарских Федеральных железных дорог. Изначально электрифицирована 1200 В постоянного тока. В 1941 году, когда началась электрификация FO, SchB бесплатно был преобразован до 11000 В переменного тока. В 1961 году он был объединен с железной дорогой Фурка-Оберальп.

## Фурка

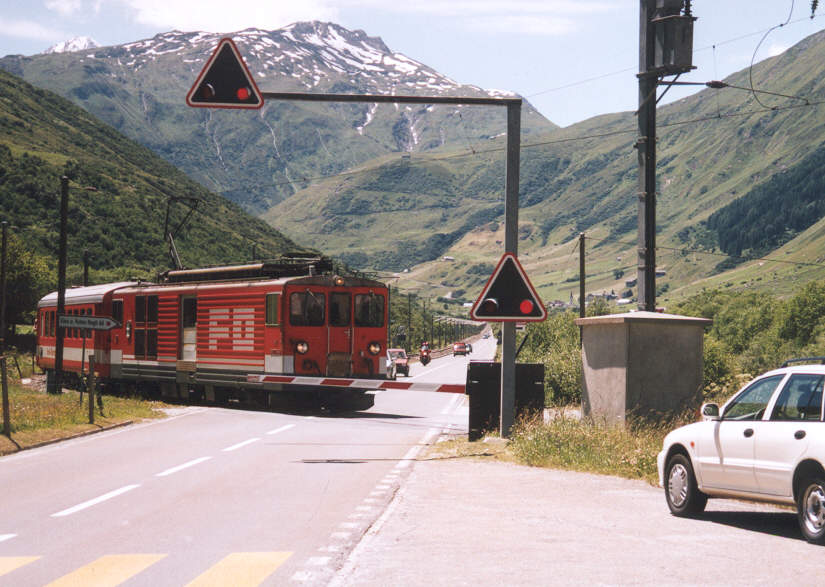
Поезд возле Реальпа

Между Реальпом и Обервальдом сходит множество лавин. Участок через перевал Фурка приходилось закрывать на время зимы. Горная дорога была закрыта зимой 1981 года и была заменена тоннелем (длина: 15.381 км) в 1982 году. Ассоциация Ферейн Фурка-Bergstrecke и паровая зубчатая железная дорога Фурка сейчас запустили историческую железную дорогу с паровозами по старому маршруту.

## Маршрут

### Дисентис — Оберальп — Андермат

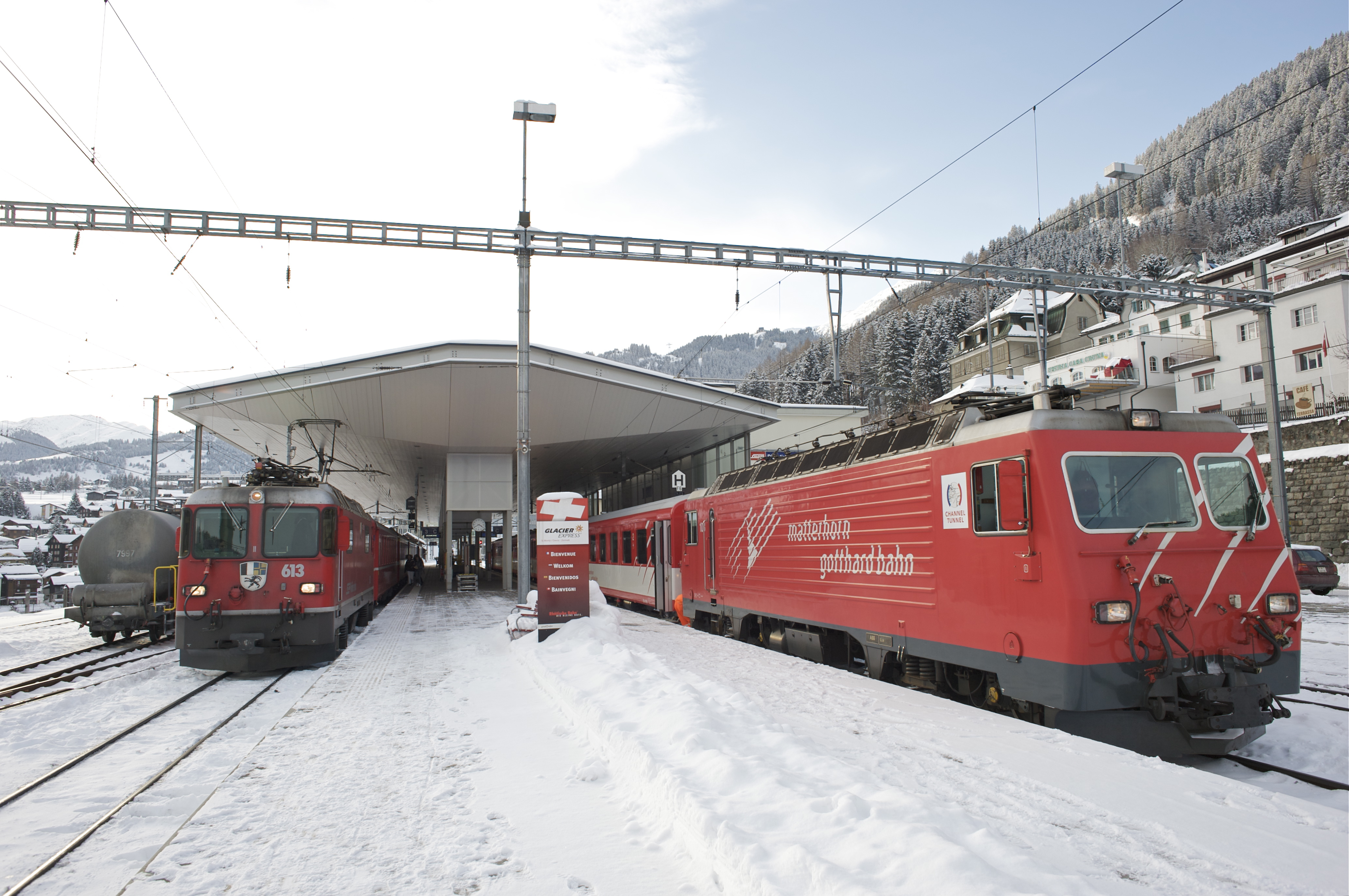
Поезда RhB и MGB в Дисентисе

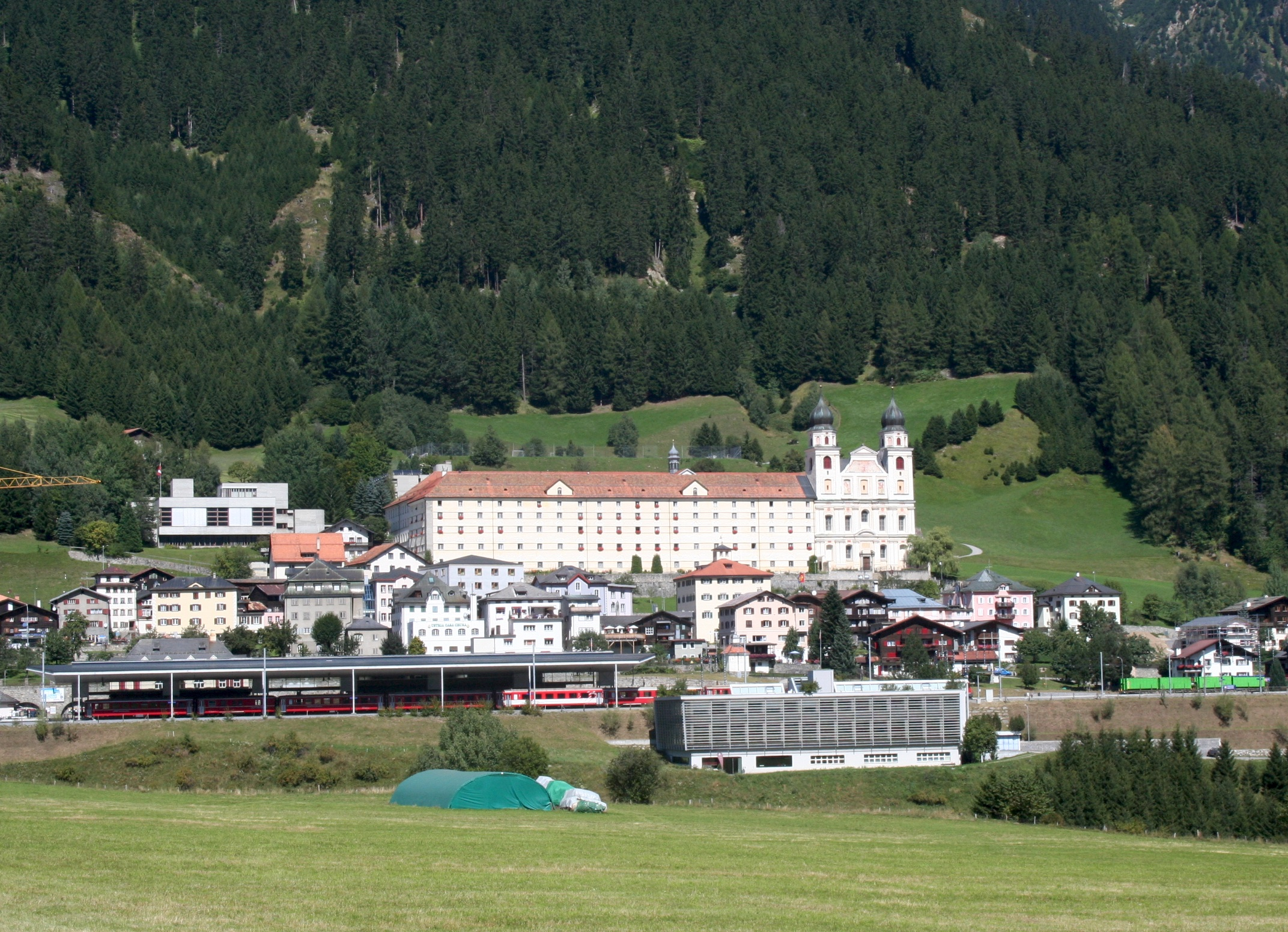
Вокзал Дисентиса

Линия начинается на станции Disentis/Mustér, которую делит с линией в Reichenau-Tamins Ретийской железной дороги. Каждый день несколько поездов Ледникового Экспресса проходят через Дисентис в каждом направлении. Также от станции отходят региональные поезда обеих железных дорог, MGB — в Андерматт, RhB — в Ландкварт и Скуоль-Тарасп. Станция в настоящее время имеет три платформы.

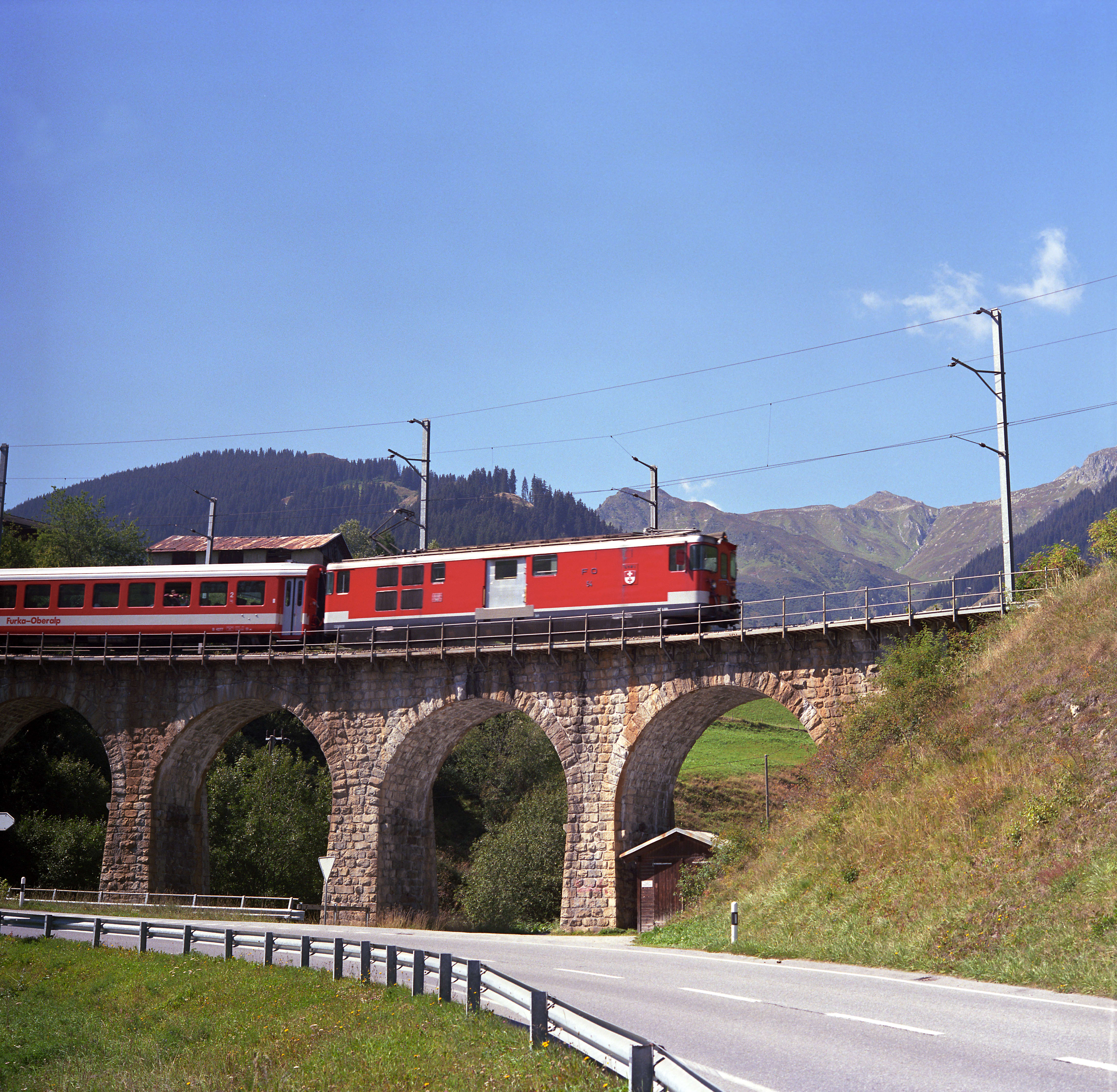
Поезд на виадуке Segnas

От Дисентиса линия идёт по зубчатому участку на запад по левому берегу Рейна через станцию Acla da Fontauna к станции Segnas, незадолго до которой первый зубчатый участок заканчивается. Далее через станцию Mompé Tujetsch, разъезд Tscheppa, от которого с 1996 по 2014 год отходила ветка ATG к строительной площадке Готардского Базисного Туннеля, и станцию Bugnei линия приходит в Седрён. Со станции Седрён в Андермат ходят челночные поезда для перевозки автомобилей черед перевал Оберальп, автодорога через который закрывается на зиму между концом октября и началом декабря (в зависимости от снегопада) до конца апреля, а иногда и середины мая.
От Седрёна через станцию Rueras линия приходит на станцию Dieni, где начинается второй зубчатый участок, тянущийся через виадук Val Giuf, станцию Tschamut-Selva и несколько галерей и туннелей, до станции на перевале Оберальп. Это самый длинный зубчатый участок на железной дороге Маттерхорн — Готтард — 6488 метров, на протяжении которого поезда поднимаются с высоты 1452 до 2033 метров над уровнем моря. Максимальный уклон -
110 ‰.

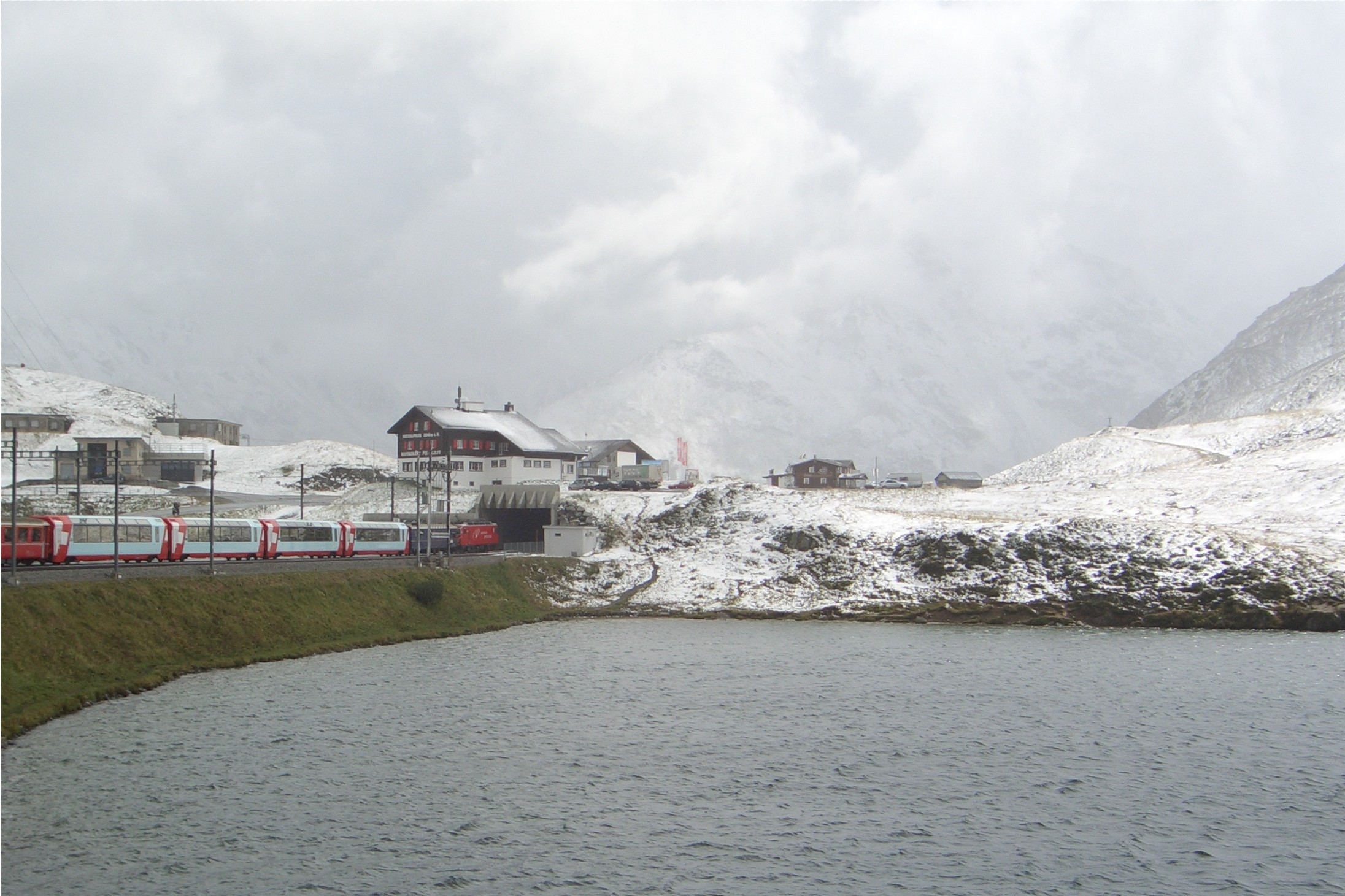
Вокзал Оберальп

Железнодорожный вокзал Oberalppass находится чуть ниже горнолыжного района Оберальп, на восточном берегу озера Oberalpsee (2026 м над уровнем моря). Он имеет зал ожидания и три платформы, одна из которых является конечной со стороны Андерматта, и не используется в зимний период. По восточному краю вокзала проходит граница кантонов Граубюнден и Ури.

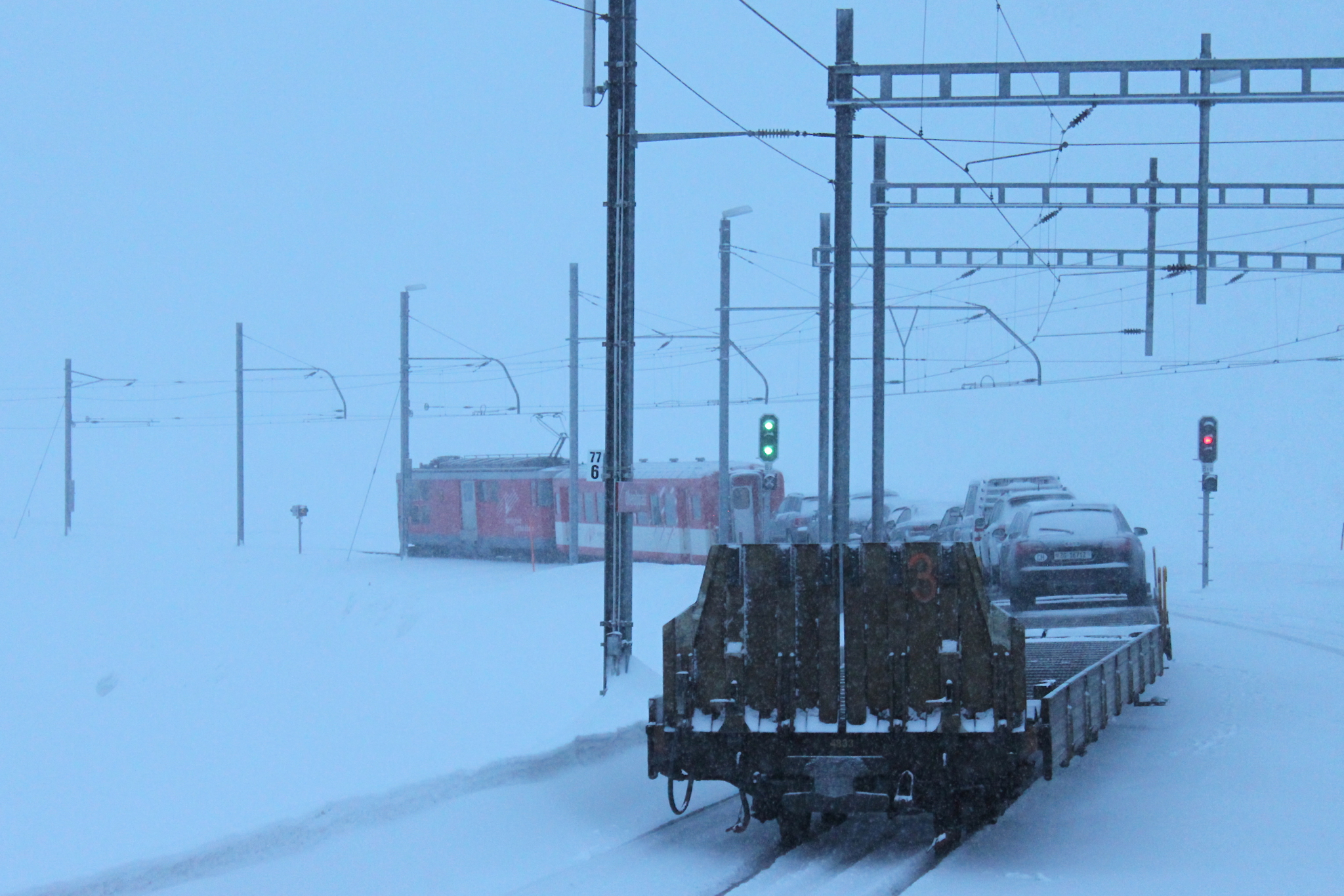
Челночный поезд перевозит автомобили через перевал Оберальп.

Далее линия идёт по северному берегу озера, бок о бок с автодорогой, вместе проходя общую галерею. Около западного края озера начинается третий зубчатый участок, по которому линия спускается, продолжая следовать бок о бок с автодорогой, идущей справа. Пройдя автодорогу под мостом, зубчатый участок заканчивается. Далее линия следует к станции Nätschen, которая обслуживает одноименный горнолыжный склон Она имеет одну платформу, обходной путь для поездов, которые должны разъехаться, и зал ожидания.
От Nätschen начинается четвёртый зубчатый участок, идущий до вокзала Андермата. Расстояние по прямой между этими двумя станциями — 1,55 км, но, так как надо спуститься с высоты 1843 до 1436 метров над уровнем моря, линия достигает 4173 метров в длину, делая четыре петли по склону горы, проходя через несколько мостов и тоннелей. Максимальный
уклон — 110 ‰

### Железнодорожный вокзал Андермата

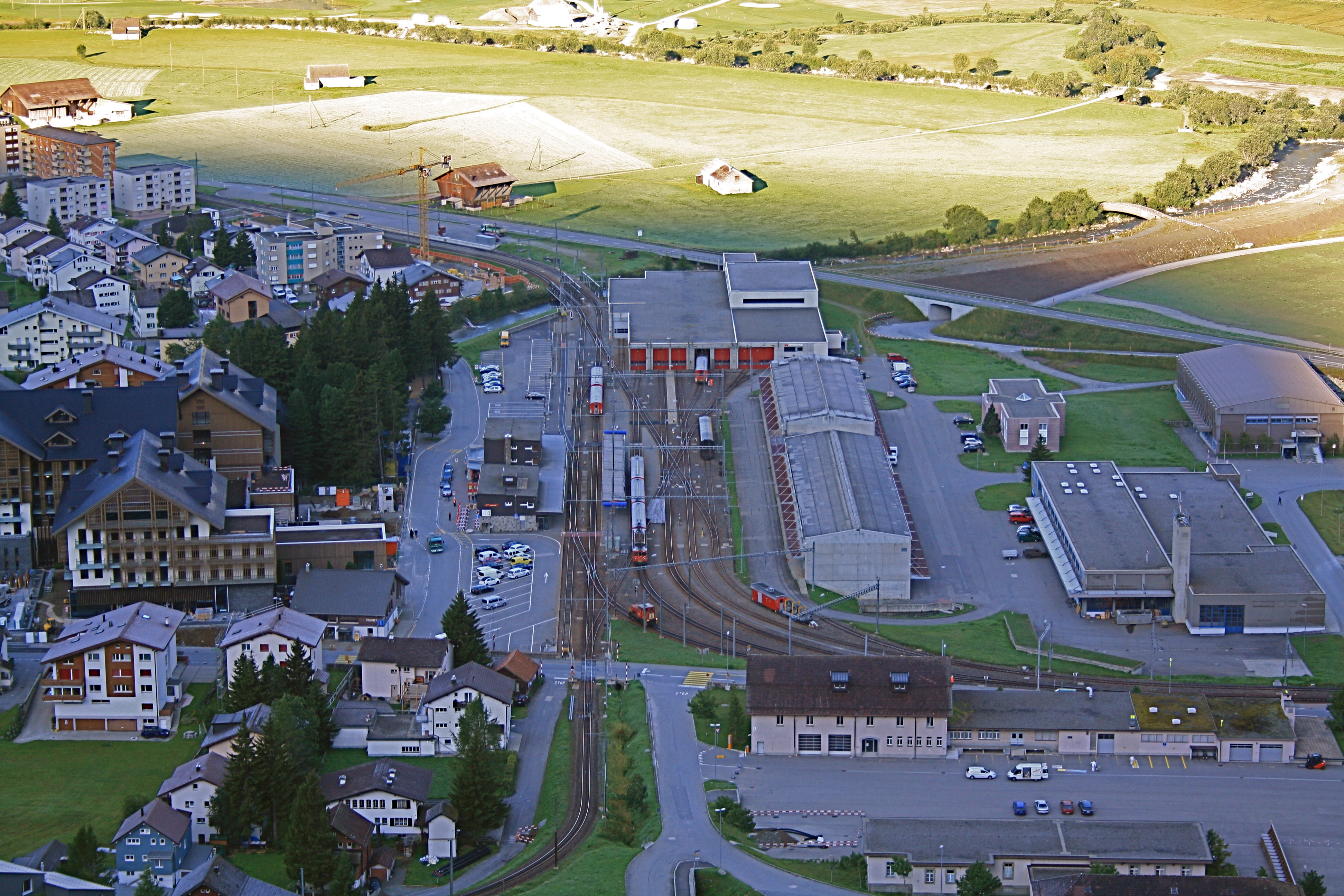
Вокзал Андермата со стороны Оберальпа. Вправо- ветка на Гёшенен, сверху — на перевал Фурка

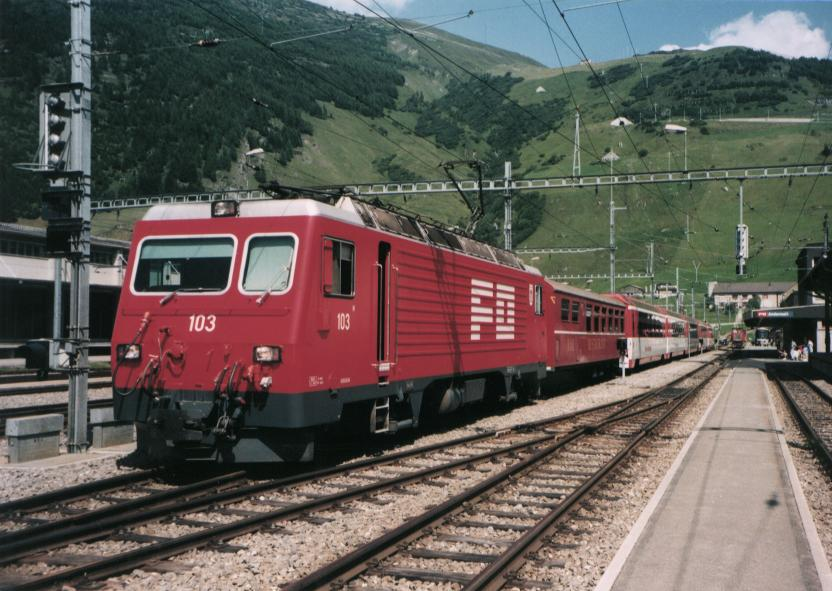
Вокзал Андермата направление на Оберальп.

Железнодорожный вокзал Андермата — важный железнодорожный узел. Расположен в муниципалитете Андерматт, в Кантоне Ури.
От вокзала отходит очень короткая ветка, (Schöllenenbahn) в Гёшенен, к северному порталу Готардского железнодорожного тоннеля
Вокзал в настоящее время имеет три платформы.
Каждый день, несколько поездов Ледникового Экспресса останавливаются здесь в каждом направлении. Также через Андермат проходят поезда Гёшенен — Фисп и Дизентис / Мустер — Андермат. Обе линии работают с часовым интервалом. Кроме того, здесь заканчивается маршрут челночных поездов для перевозки автомобилей черед перевал Оберальп идущий из Седрёна.

### Андермат — Реальп

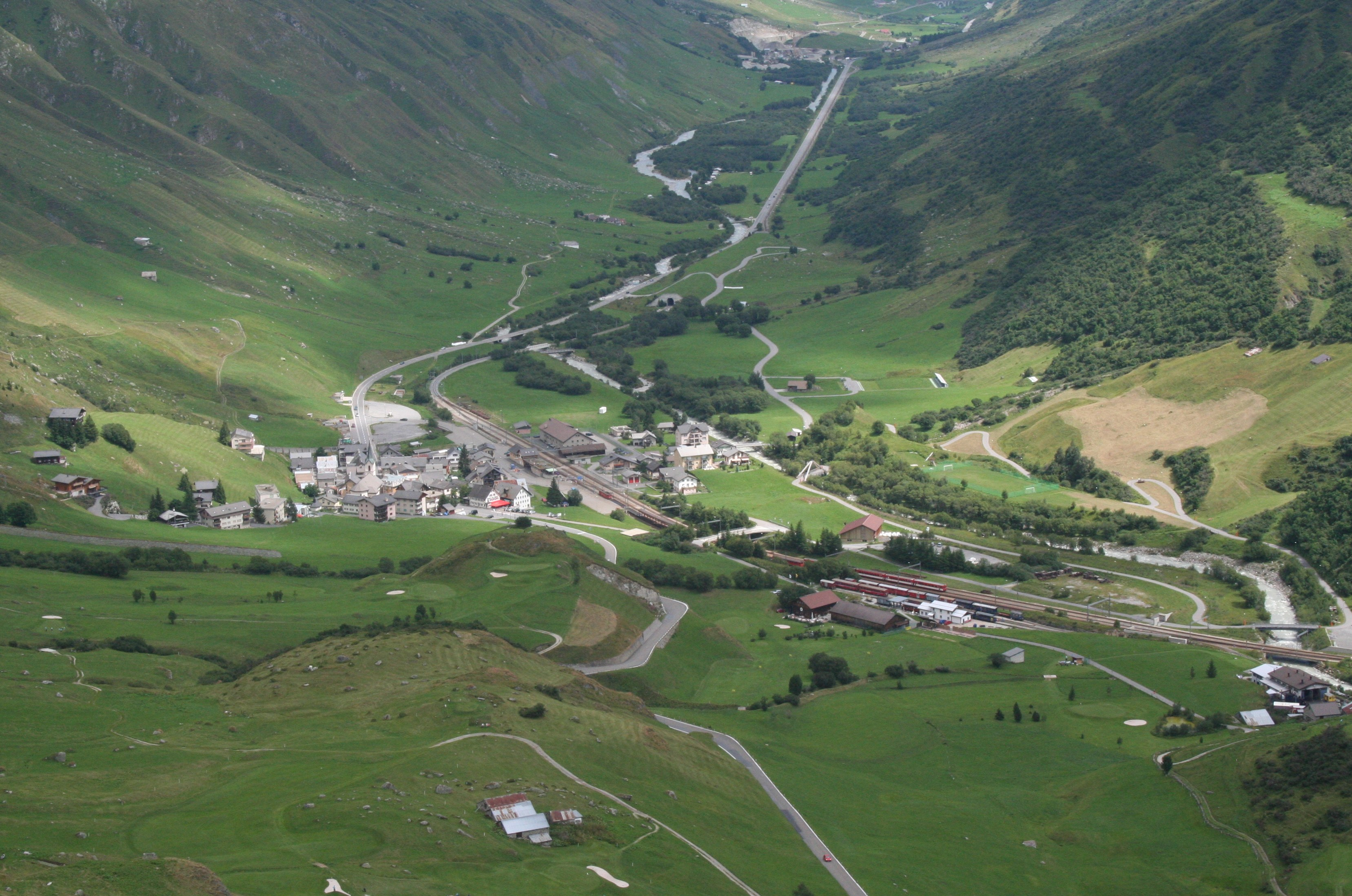
Реальп. По центру — вокзал MGB. Правее — вокзал DFB

Покинув вокзал Андермата, линия идёт по двухпутному участку до края города, и дальше, снова однопутной, вдоль шоссе на перевал Готард, вскоре пересекая его. Дальше линия и шоссе идут бок о бок до деревни Хоспенталь, которую шоссе обходит по южной границе. Железная дорога же следует вдоль реки Ройс по северному краю деревни и приходит на станцию Хоспенталь.
От Хоспенталя линия продолжает следовать на запад, пролегая между автодорогой на перевал Фурка и течением Ройса, но вскоре пересекает его по мосту Richlerenbrücke и идёт по левому берегу, возвращаясь обратно на правый у карьера в Цумдорфе. Перейдя и Ройс и автодорогу, линия продолжает следовать на запад бок о бок с последней. Пройдя через небольшой туннель, линия снова пересекает Ройс и приходит в Реальп.
Станция находится недалеко от восточного портала базисного туннеля Фурка. Недалеко от станции Реальп находится один железнодорожный вокзал, Реальп DFB, который служит Паровой зубчатой железной дороге Фурка, исторической железной дороге, работающей в летний период по старой линии FO, которая была заменена в 1982 году базисным туннелем Фурка. От станции Реальп до станции Обервальд ходят челночные поезда для перевозки автомобилей через перевал Фурка.
Сразу после станции линия пересекает Ройс и входит в базисный туннель.

### Базисный туннель Фурка

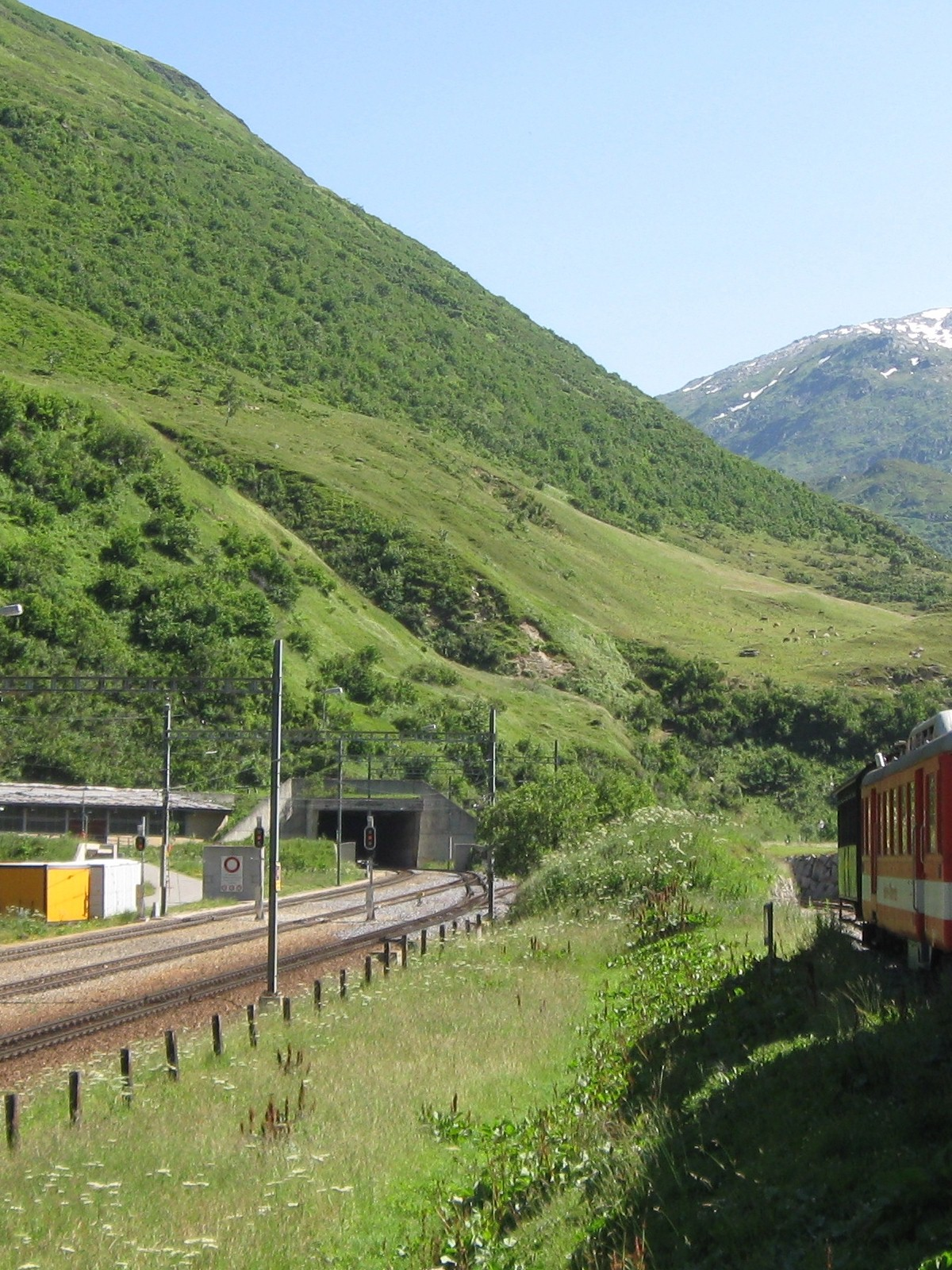
Портал в Реальпе

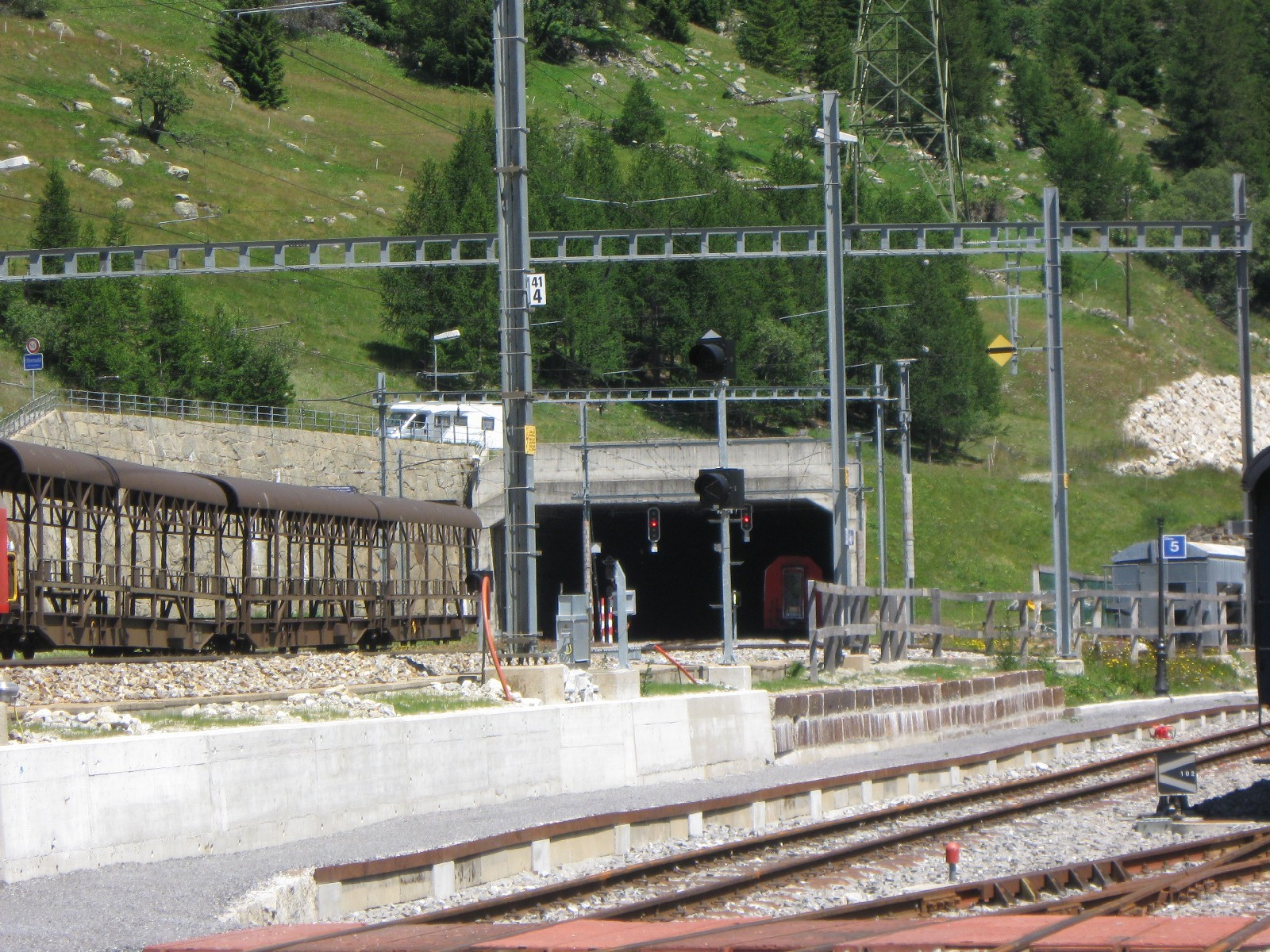
Портал обходного туннеля в Обервальде; портал базисного туннеля в одном километре дальше

Базисный туннель Фурка соединяет Реальп, (1538 м над уровнем моря) в кантоне Ури. и Обервальд, (1369 метра над уровнем моря) в кантоне Вале. Туннель 15,407 м в длину заменил предыдущий путь, который поднимался на высоту 2160 м над уровнем моря, что позволило открыть круглогодичное движение на линии.
Туннель однопутный и имеет два автоматических разъезда. Он пересекает по широкой дуге на крайнем юге Пиццо Ротондо, в честь которой назван один из разъездов.
На западной стороне, в Обервальде, портал базисного тоннеля находится в километре к востоку от станции. Подключение к
существующему маршруту проходит по мосту через русло Goneri, затем через Рону, и по объездному тоннелю (длиной 673 м), который заканчивается непосредственно на станции Обервальд.

#### История

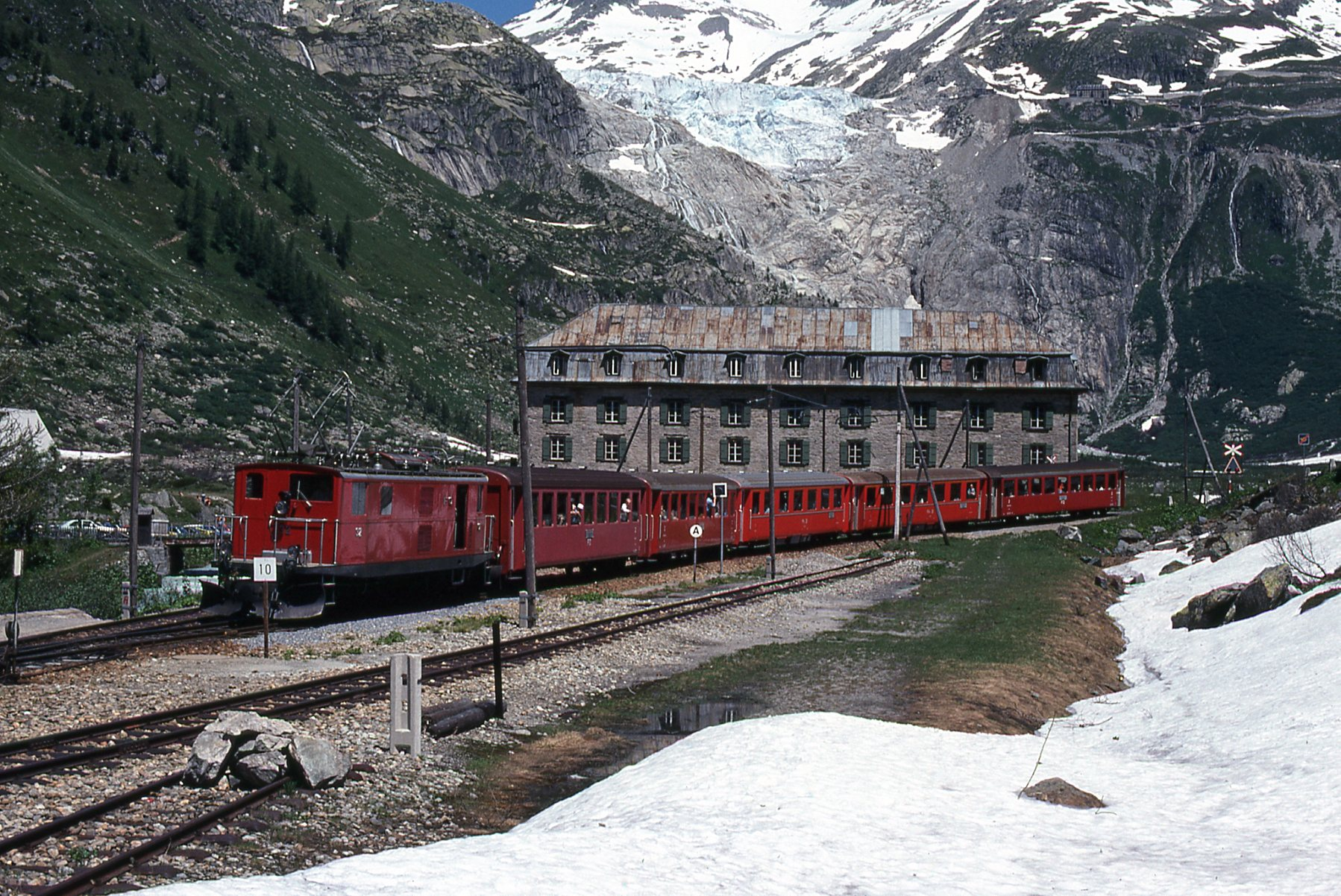
Поезд на старой горной дороге в Gletsch, 1980 г

До открытия базисного туннеля дорога была закрыта в течение зимних месяцев из-за сильного снегопада и большие участки электрических линий должны были быть демонтированы. В 1976 году парламент Швейцарии принял законопроект для строительства туннеля, под руководством Роджера Бонвэна, с первоначальной оценкой стоимости — 76 млн франков.
Затраты на строительство быстро выросли в связи со сложными геологическими условиями и в конце концов превысили 300 млн франков. Политическая борьба, окружающая перерасход, внесла свой вклад в ухудшение здоровье Роджера Бонвэна к концу проекта, и он умер незадолго до открытия в 1982 году. Мемориальная доска Роджеру Бонвэну установлена у входа в базисный туннель в Обервальде.
Было намерение реализовать в середине туннеля поворот в сторону Тичино, через так называемое окно Bedretto, однако существующий 5.2-километровый строительный тоннель так никогда и не был разработан для работы поездов, в основном по финансовым причинам.
В первый год работы через туннель было перевезено более 75 000 легковых автомобилей, грузовиков и автобусов. В зимний лыжный сезон трафик в туннеле последовательно приближается к максимальной емкости.

### Обервальд — Бриг

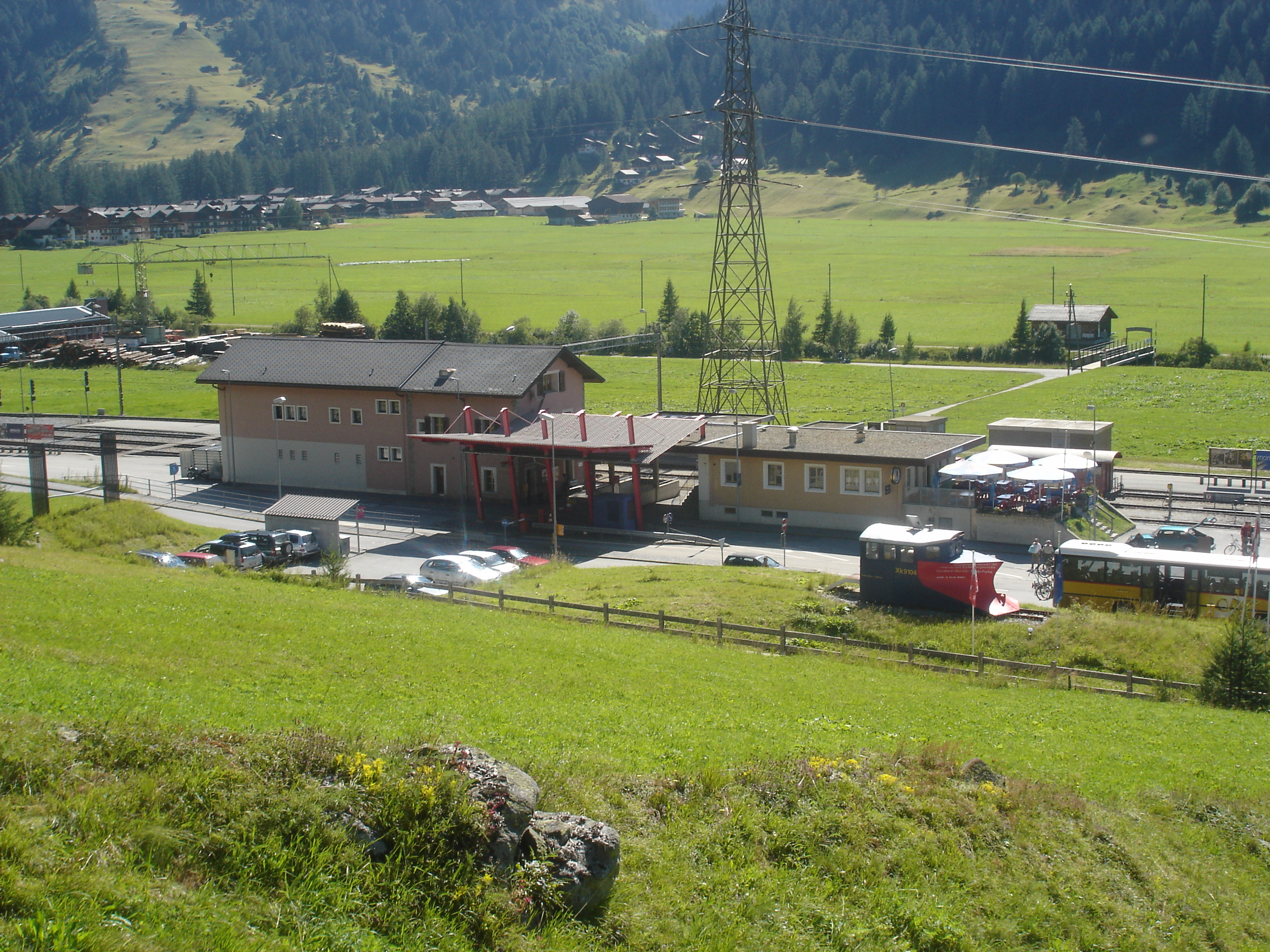
Вокзал Обервальда

Вокзал Обервальда находится в одноимённой деревне в Кантоне Вале. В летние месяцы также является конечной станцией паровой зубчатой железной дороги Фурка. В Обервальде заканчивается маршрут челночных поездов для перевозки автомобилей черед перевал Фурка по базисному туннелю, идущий из Реальпа.

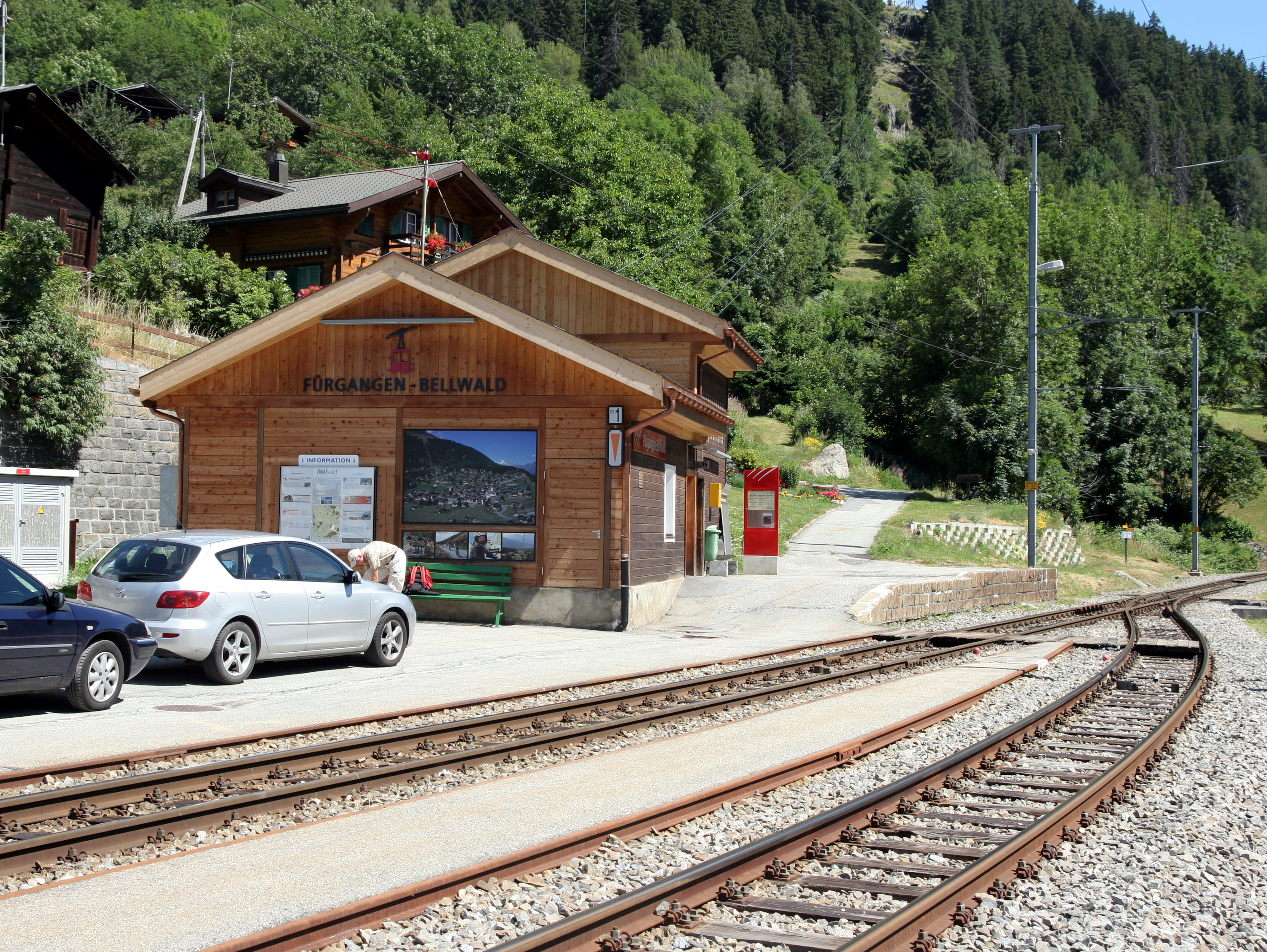
Вокзал Fürgangen-Bellwald и нижняя станция канатной дороги

От Обервальда линия спускается вдоль Роны, следуя по её правому берегу через станции Obergesteln, Ulrichen, разъезд Rosseye, станции Geschinen, Münster, Reckingen, Gluringen, Biel (Goms), туннель Blitzingen и одноимённую станцию, а также станцию Niederwald, и приходит на станцию Fürgangen-Bellwald (1201 метров над уровнем моря). Обслуживаемая ей деревня Bellwald находится выше (1560 метров над уровнем моря) по склону долины, и связана с вокзалом канатной дорогой. На станции начинается зубчатый участок, по которому поезда спускаются в Фиш, проходя через одноимённый туннель.
От Фиша линия идёт через станцию Фиш-Feriendorf до станции Lax, где начинается следующий зубчатый участок, который, пройдя через мост Laxgraben, туннель Grengiols, спиральный туннель Grengiols-Kehr и перейдя на левый берег Роны по мосту Grengiols, заканчивается не доходя станции Grengiols.
Вскоре после станции Grengiols начинается следующий зубчатый спуск, ведущий на станцию Betten (842 метров над уровнем моря). Станция обслуживает одноимённую деревню, находящуюся на высоте 1203 метров над уровнем моря, на склоне долины на правом берегу Роны, и деревню Bettmeralp, которая лежит ещё выше, на высоте 1948 метров над уровнем моря. Обе деревни связаны с вокзалом и друг с другом канатными дорогами.

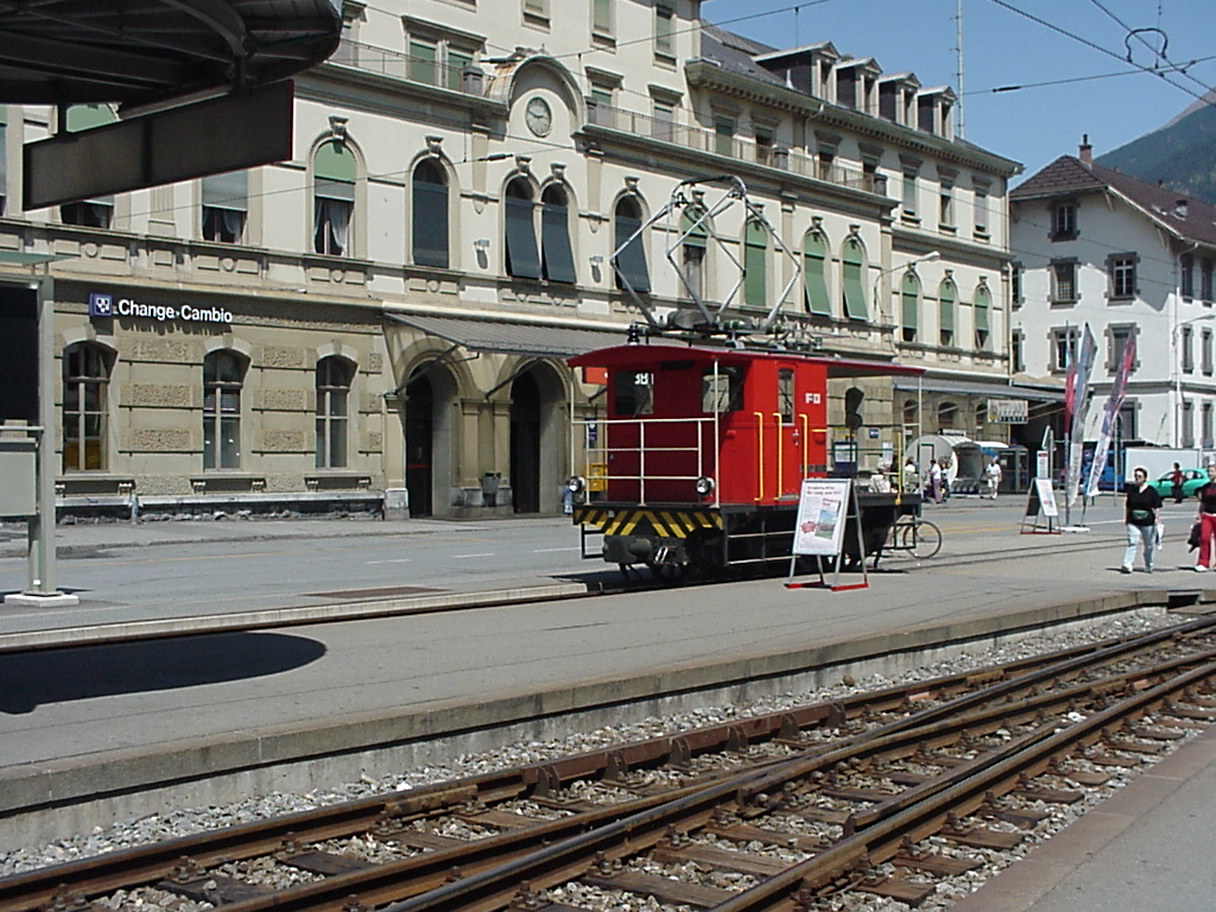
Вид с платформы вокзала Брига MGB на вход в вокзал Брига SBB

От Betten линия идёт на запад по узкому ущелью Роны, проходя мосты Nussbaum и Filet и станции Mörel и Bitsch. До 1 декабря 2007 года дорога шла через пригород Брига Натерс, где было оборудовано много переездов, и приходил на вокзал Брига (метровой колеи) с запада, но теперь этот путь заменён новым. Новый путь пересекает Рону перед городской границей, проходит под путями железной дороги стандартной колеи, входящими в Симплонский туннель, вплотную к его порталу, и двигается вдоль железной дороги стандартной колеи до вокзала. Пройдя через привокзальную площадь перед входом в вокзал Брига стандартной колеи, поезда приходят на вокзал Брига метровой колеи. В настоящий момент город Бриг добивается полного удаления путей узкой колеи с привокзальной площади и их включения в основной вокзал, как это было сделано в Фиспе.
В Бриге останавливаются поезда Ледникового экспресса, Гешенен — Фисп и Бриг — Церматт, которые следуют дальше по железнодорожной линии Бриг — Церматт. Также здесь есть пересадка на поезда BLS и SBB в направлении Лечберг, Женевского озера и тоннеля Симплон.

## Подвижной состав
Когда FO была основана в 1925 году, в её владение перешёл подвижной состав BFD, введённый в эксплуатацию в 1914 году и состоящий из

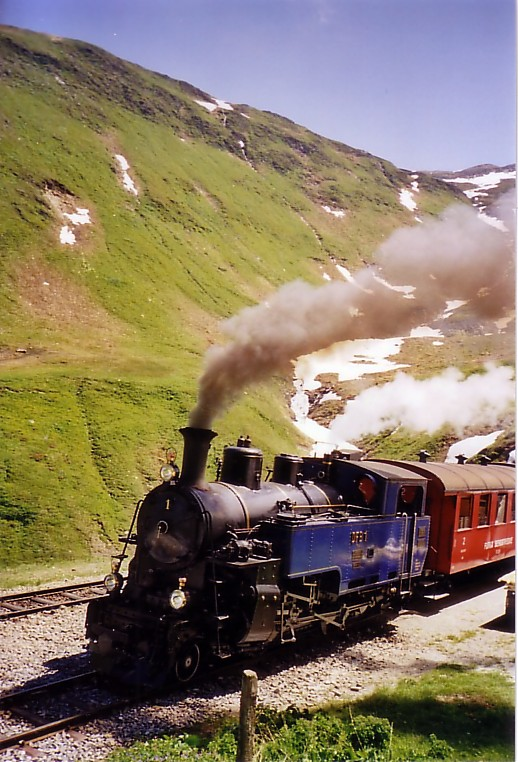
паровоз HG 3/4

- 10 паровозов HG 3/4 1-10, построенных SLM
- 40 деревянных вагонов, из которых 30 с тележками, в том числе 10 багажных и почтовых вагонов, все построены SIG, Нойхаузен
- 30 грузовых вагонов, в том числе 10 крытых вагонов, 10 полувагонов и 10 вагонов-платформ, все построены Chantiers de la Buire в Лионе, Франция
- 17 грузовых вагонов, приобретенных у RhB для строительных работ на линии, построенных в 1888/89 SIG и S.A. Nicaise & Delcuve, Ла-Лувьер, Бельгия

Долго FO не могли позволить себе купить новые вагоны и восстановили многие из этих транспортных средств. Некоторые большие багажные и почтовые вагоны были перестроены как пассажирские, другие стали крытыми вагонами. Когда некоторые вагоны получили новые тележки от SWS, Шлирен в 1947, старые тележки были повторно использованы, чтобы построить 4 крытых вагона. Во время Второй мировой войны, три вагона-платформы были построены с использованием тележек старых вагонов. В 1949 эти вагоны вернулись в эксплуатацию с новыми рамами и тележками от SIG. FO всегда страдала от нехватки достаточного числа вагонов, но ей повезло, что две соседних компании могли сдать в аренду дополнительный подвижной состав на время пикового трафика.
Электрификация во время Второй мировой войны требовала обязательно использовать новый подвижной состав. Было поставлено

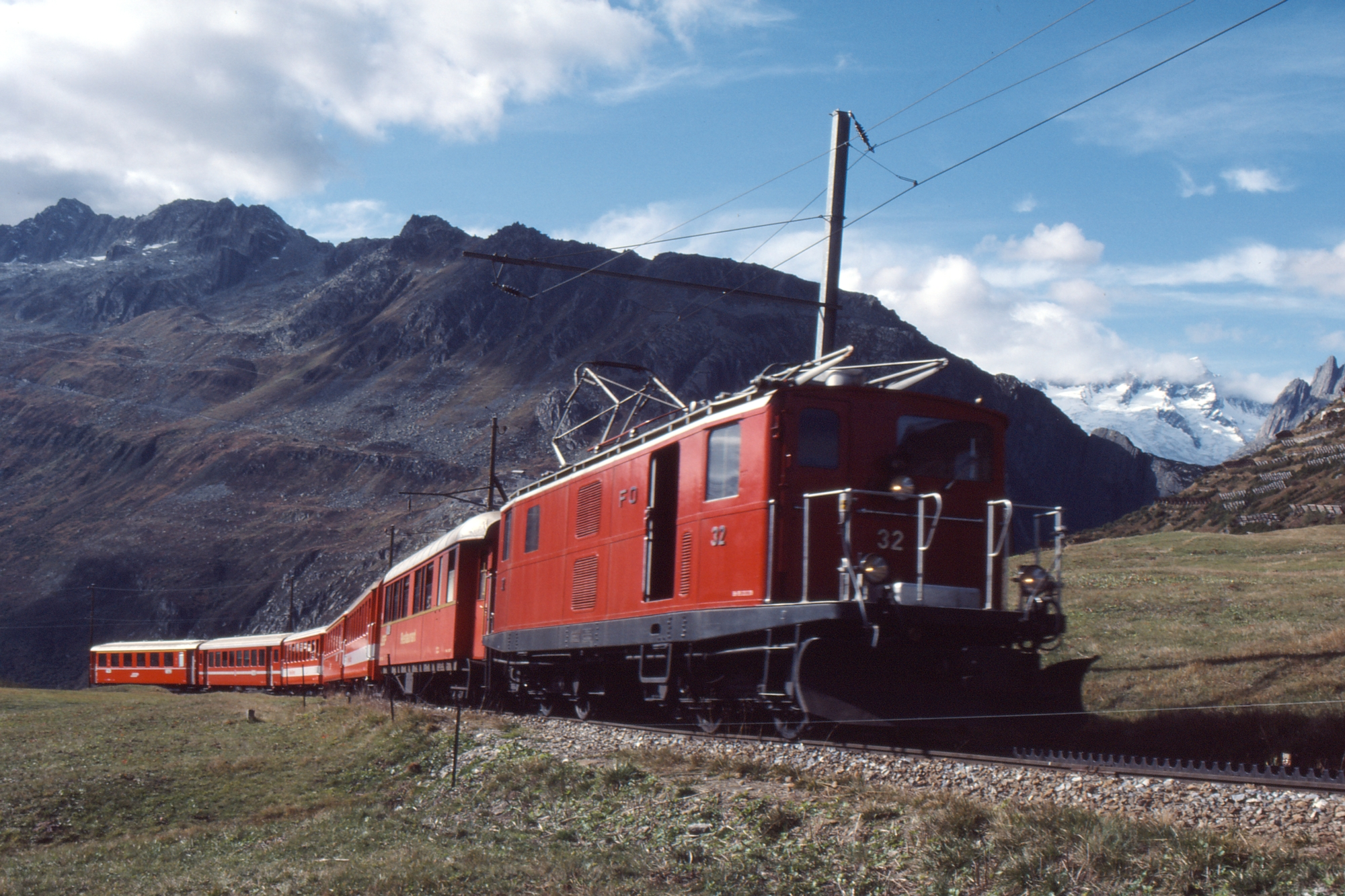
HGe 4/4

- MFO — 5 локомотивов HGe 4/4 31-35 и
- Brown, Boveri & Cie — 4 моторных вагона BCFeh 2/4 42-43 и CFeh 2/4 44-45; номер 41 был доставлен Schöllenenbahn
- MFO и SIG — 3 электрических снегоочистителя Xrot е 1021-23 (позже 4931-33)

Шесть паровозов были после войны проданы Франции (два) и Вьетнаму (четыре), другие четыре локомотива оставались. В 1946 году небольшой маневровый электровоз Te 2/2 1041 (позже 4926) был построен SLM и SAAS для вокзала Брига. Позже ещё два локомотива были поставлены SLM и MFO
- HGe 4/4 36 1948
- HGe 4/4 37 1956

В 1961 году, благодаря слиянию с Schöllenenbahn, парк увеличился на

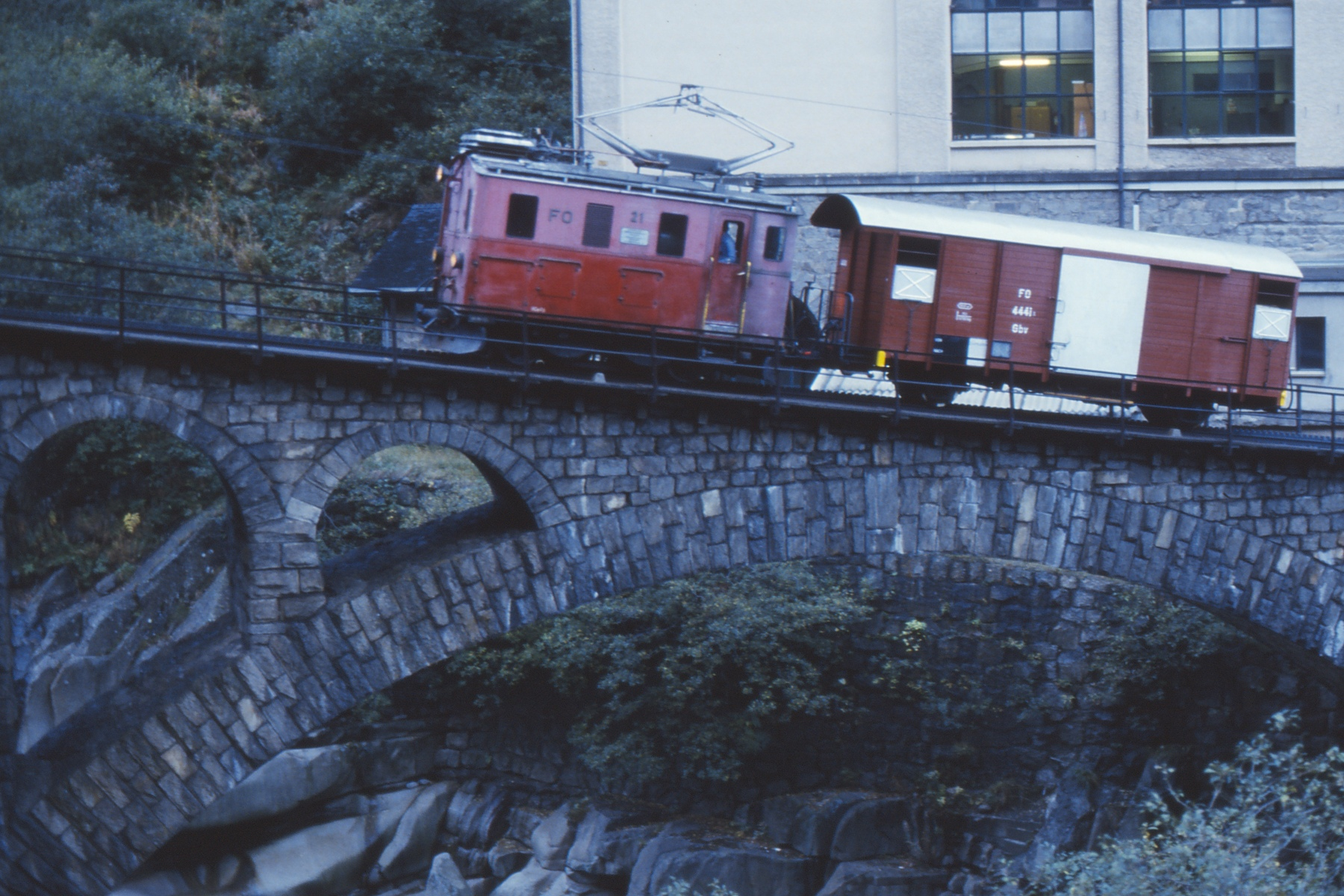
HGe 2/2

- 4 двухосных электровоза HGe 2/2 21-24
- 1 моторный вагон 41 (см. выше)
- 7 деревянных вагонов с тележками, все построены в 1917 году SWS, Шлирен
- 6 грузовых вагонов 1917 г. (SWS)
- 5 грузовых вагонов 1943/44 (SWS)

Наконец, после слияния, FO смогли начать модернизацию своего подвижного состава и приобрели
- 3 багажных вагона F4 (позже D) 4341-43 FFA/SIG 1961, которые также служили на военном спасательном поезде
- 12 крытых вагонов K3s (спустя Gb-v) 4433-4444 J. Meyer, Райнфельден, 1964
- 10 вагонов для силоса и цемента OB1 (позже Uce) 4861-70 J. Meyer, Райнфельден, 1964/65
- 10 FFA1-типа вагонов второго класса B 4263-72 1965/68
- 2 вагона-платформы O7s (позже R-w) 4791-92 J. Meyer, Райнфельден, 1967
- 2 тепловоза SM 4/4 61-62, чтобы наконец-то заменить последнее паровозы, поставленные в 1968 SLM, BBC и MFO с дизелями Cummins.

В 1971/72 FO закупили 4 двухсторонних состава с моторными багажными вагонами, один дополнительный тепловоз, чтобы компенсировать потерю Локомотива 35, уничтоженного в лобовом столкновении, и четыре дополнительных головных вагона, чтобы сформировать небольшие двухсторонние составы с существующими моторными вагонами 41-45. Вагоны были типа SIG1 от BVZ, SBB-Brünigbahn, BOB и MOB.

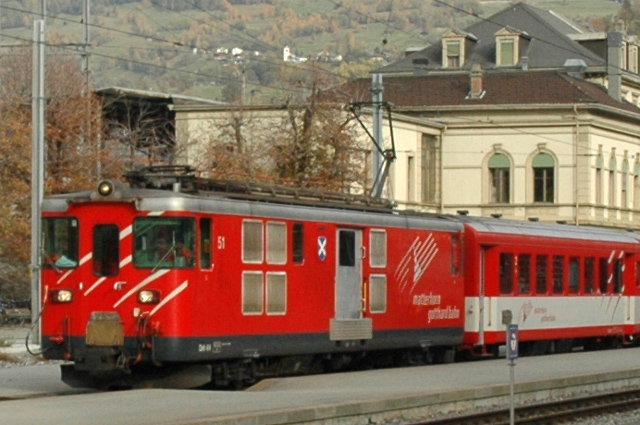
Deh 4/4 51

- моторные багажные вагоны Deh 4/4 51-55, построенные SIG и BBC
- вагоны второго класса B 4251-58
- композитные головные вагоны ABt 4151-54
- композитные головные вагоны ABt 4191-94

Весь этот подвижной состав был покрашен полностью в красный цвет с простой надписью FO. С открытием нового туннеля Фурка деревянные вагоны заменили и увеличили количество транспортных средств. Количество двухсторонних составов увеличили до 9 длинных и 5 коротких. Вагоны были типа SIG2, также производства MOB. Новая ливрея, красная с белой полосой, была введена и в течение нескольких лет покрыла весь существующий подвижной состав.

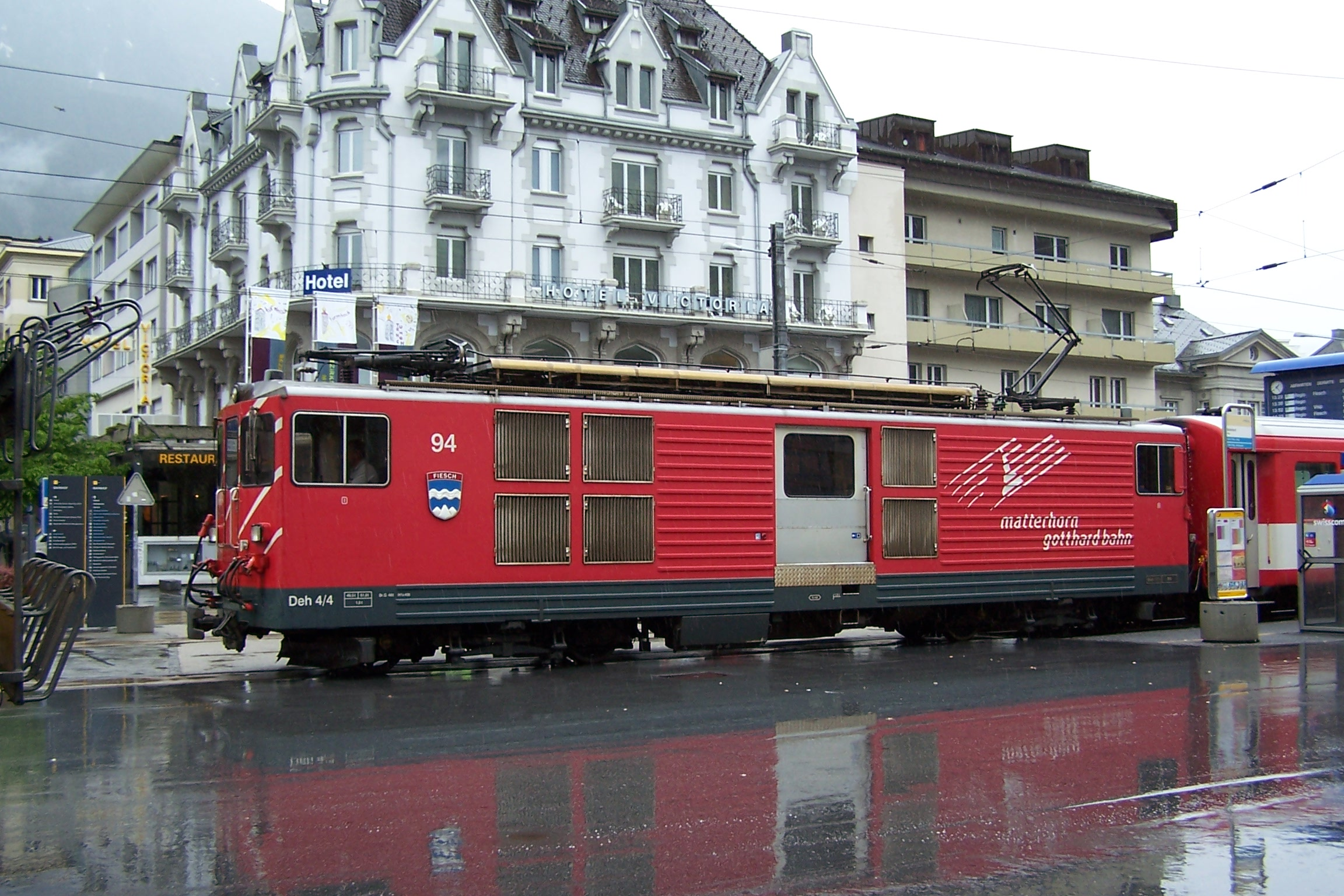
Deh 4/4 94

- 4 моторных багажных вагона Deh 4/4 91-94, построенных SLM и BBC
- 16 вагонов второго класса B 4273-88
- 5 композитных головных вагонов ABt 4155-59
- 1 композитный головной вагон ABt 4195
- 4 вагона первого класса A 4063-66

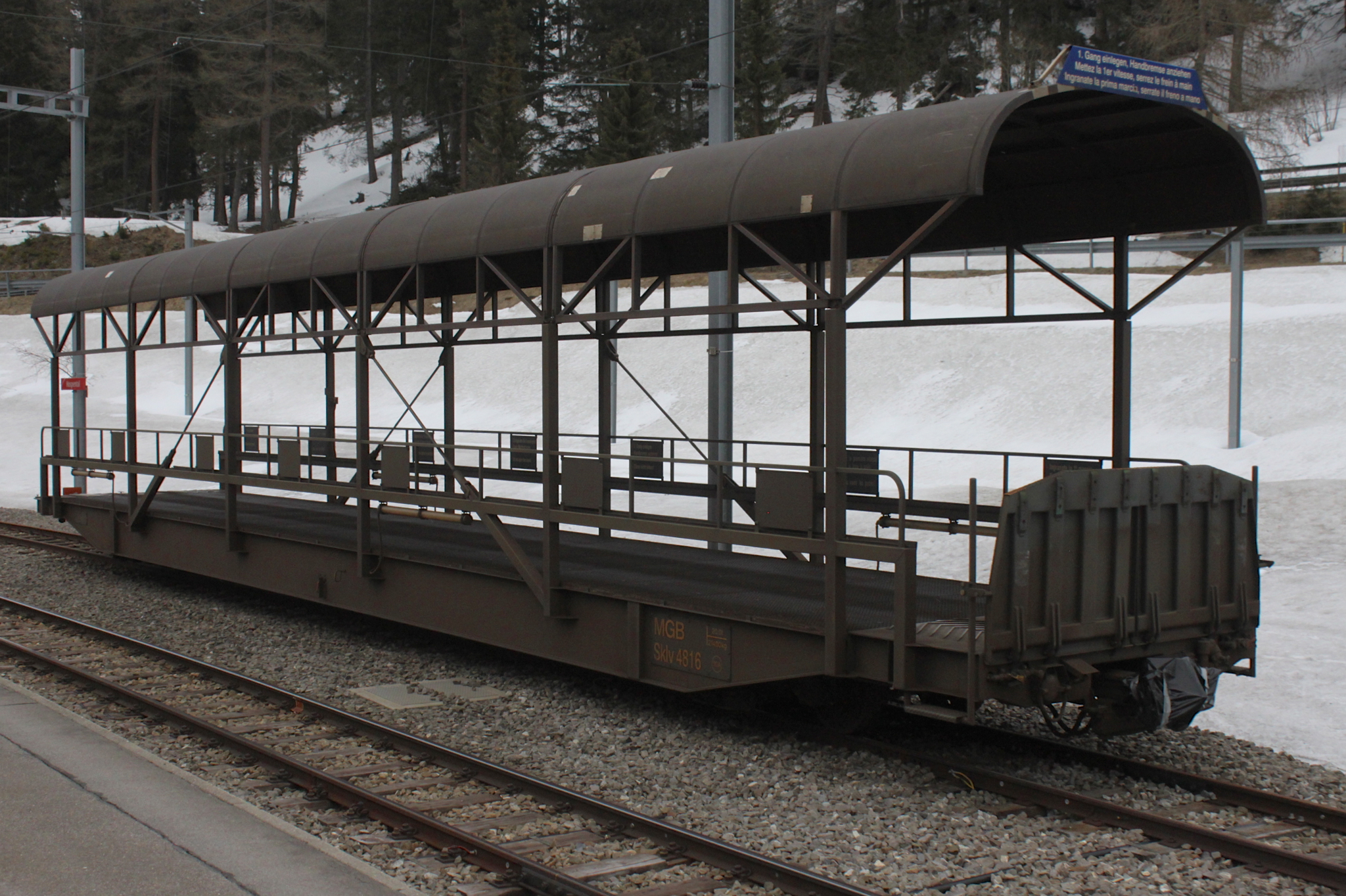
Skl-tv 4816

Для перевозки автомобилей в туннеле Фурка были закуплены:
- 2 незубчатых электровоза GE 4/4 81-82
- 2 пассажирских вагона с местами для велосипедов BDt 4361-62
- 5 концевых вагонов Skl-tv 4801-05
- 12 автовозов с крышей Skl-tv 4811-22

Позже были закуплены

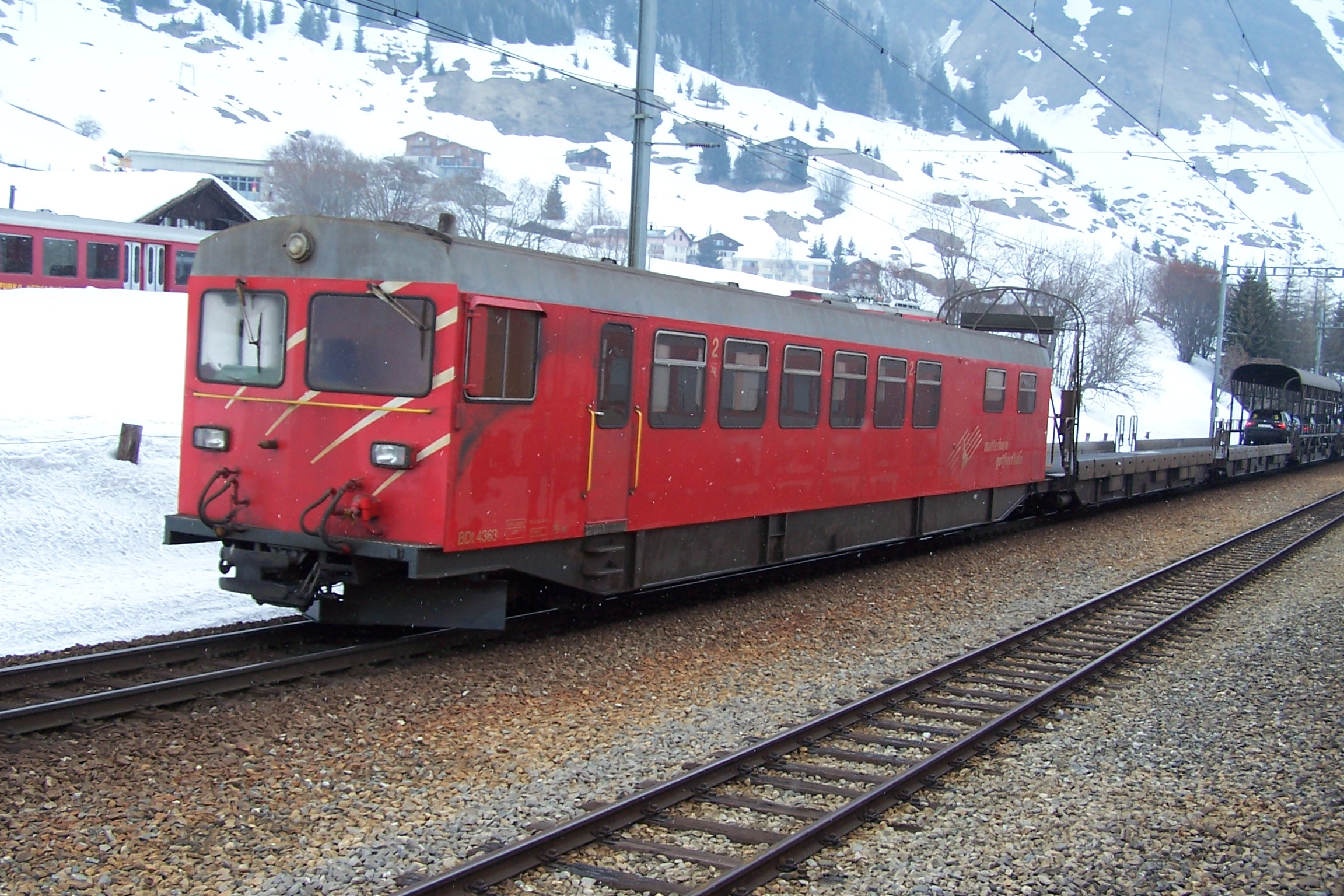
BDt 4363

- 2 моторных багажных вагона Deh 4/4 95-96, произведены в 1984 SLM и BBC
- 7 автовозов Skl-tv 4806-07 и 4823-27, 1984 г

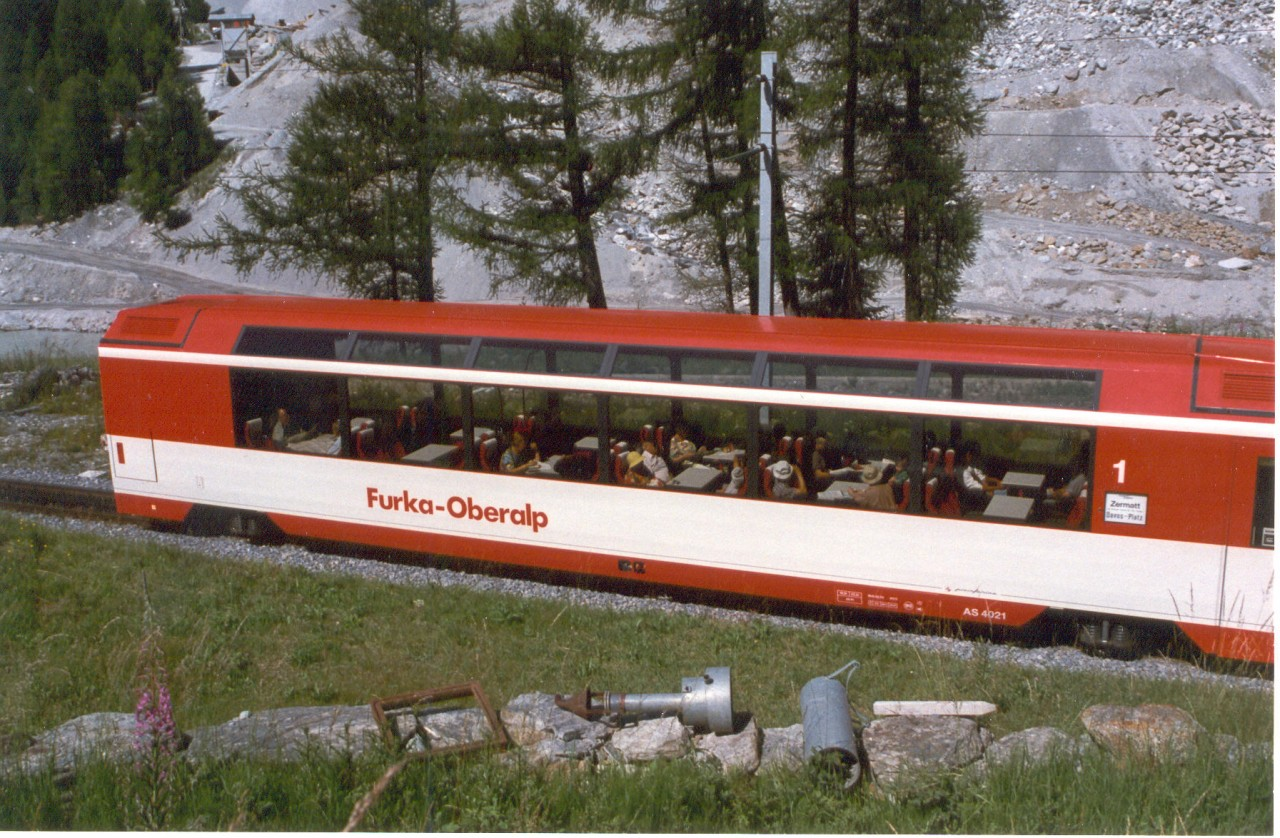
As 4021

- 1 пассажирский вагон BDt 4363, 1985 г
- 2 композитных вагона AB 4171-72, 1987 г
- 2 композитных вагона ABt 4181-82, 1987 г

Наконец FO закупили панорамные вагоны, производства MOB
- 4 Ramseier+Jenzer PS 4011-14
- 10 Breda-built As 4021-30